# Статуя

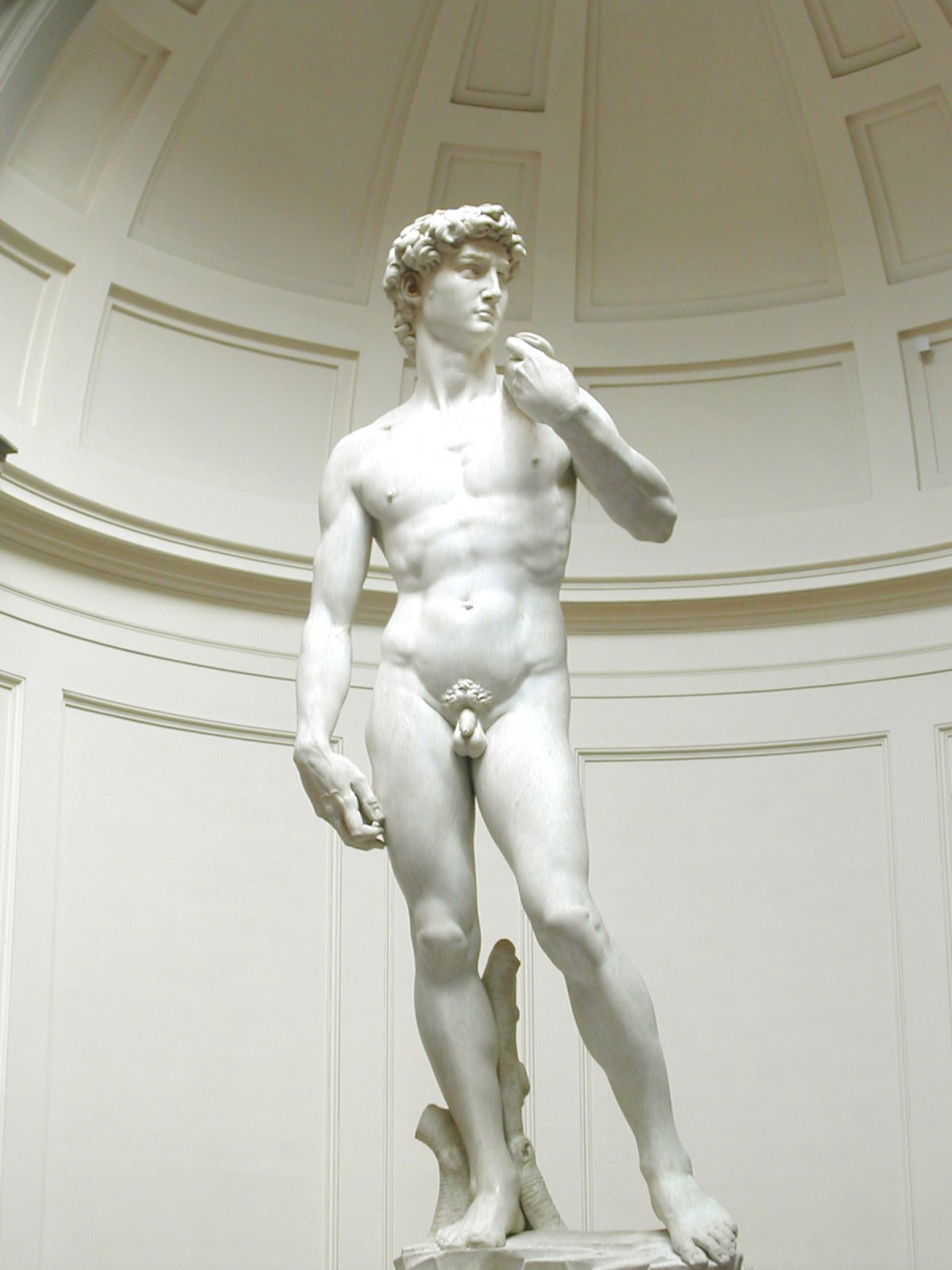
Статуя Давида работы Микеланджело

Сравнение размеров некоторых известных статуй: Статуя Единства — 240 м (с постаментом), Чжунъюаньская статуя Будды (Лушань) — 153 м (с постаментом), Статуя Свободы (Нью-Йорк) — 93 м (с постаментом), Родина-мать (Волгоград), Статуя Христа-Искупителя (Рио-де-Жанейро) и Давид Микеланджело (Флоренция)

Ста́туя (лат. statua, из др.-греч. στατος — стоящий, стоячий) — один из основных видов объёмной скульптуры большого размера, изображающей стоящую фигуру человека (как правило, больше натуральной величины).
В отличие от монументально-декоративной скульптуры, статуя непосредственно (формально) не связана с архитектурой (опосредованные связи в архитектурном ансамбле рассматриваются отдельно в каждом конкретном случае).
Таким образом, статуарное искусство относится к станко́вому роду художественного творчества. Близко понятиям: монумент, памятник. Называть статуями другие, близкие по функции и художественному содержанию скульптурные произведения, например изображающие сидящую или лежащую фигуру человека, бюст, изображения животных, неправильно. Тем не менее, в обыденной речи, вопреки терминологической строгости, для простоты все подобные жанровые и композиционные формы обобщённо называют статуями. Например, парадоксальное определение: «конная статуя», правильнее: конный монумент. В Италии такие произведения по ренессансной традиции называют: кавалло («конь, конник, всадник»).
Искусство создания отдельно стоящих фигур, которые должны восприниматься на относительно нейтральном фоне, формировалось в Средневековье, когда преобладали скульптуры и рельефы, неотрывно связанные с архитектурой. Переходными примерами являются знаменитая статуя «Бамбергского всадника» (вторая четверть XIII века) и «Магдебургского всадника» (около 1240 года). Примечательно также, что все подобные композиции «через голову» раннего Средневековья восходят к античной традиции, и прежде всего к знаменитой конной статуе Марка Аврелия (176 г. н. э.). Выдающийся архитектор и теоретик эпохи Возрождения Леон Батиста Альберти посвятил этому предмету отдельный трактат «О статуе» (De statua, 1435).
Специфику статуарного искусства хорошо раскрывает история со статуей Давида работы гениального Микеланджело (1501—1504). Изображение библейского героя, наряду с другими фигурами, предназначалось для оформления основания восьмигранного купола флорентийского собора Санта-Мария-дель-Фьоре (всего шестнадцать фигур). Но, когда Микеланджело закончил работу, все поняли, что этому шедевру не место у купола. Помимо ракурсных искажений, неизбежных на такой высоте, убедительными аргументами были дерзкая обнажённость фигуры и богатая пластическая разработка, требующая отдельного восприятия вблизи.
Статуи могут располагаться перед фасадом здания, в специальных нишах на постаменте, на карнизе по углам фронтона или в специальных павильонах садов, и тогда они становятся частью архитектурного ансамбля, обретая специфику монументально-декоративного искусства. Небольшие статуи, служащие для украшения интерьеров, называются статуэтками.